# فرانك دومون
فرانك دومون (بالإنجليزية: Frank Dumont)‏ هو مغني أمريكي، ولد في 25 يناير 1848 في أوتيكا في الولايات المتحدة، وتوفي في 17 مارس 1919 في فيلادلفيا في الولايات المتحدة.